# Ismaíl II
Ismaíl Mirza (en persa: اسماعیل میرزا‎) más tarde conocido por su nombre dinástico de Ismaíl II (Qom, 31 de mayo de 1537 – Qazvín, 24 de noviembre de 1577) fue el tercer sah de la dinastía safávida de Irán, que gobernó desde 1576 hasta 1577.

## Biografía

### Primeros años y ascenso al trono
Ismaíl era hijo del shah Tahmasp I de una madre turcomana iraquí del área de Mosul, Sultanum Begum. En 1547, fue nombrado gobernador de la provincia de Shirván, donde dirigió varias expediciones contra los otomanos. En 1556 fue designado gobernador de Jorasán, pero uno de los principales cortesanos de su padre, Masum Beg Safavi, convenció al sah de que Ismaíl estaba tramando derrocarlo. Por ello, Ismaíl pasó los próximos 20 años en la prisión del castillo de Qahqaheh hasta el momento de su ascenso al trono en 1576.
El 18 de octubre de 1574, Tahmasp enfermó; durante su enfermedad estuvo cerca de morir dos veces y aún no había elegido un sucesor. Así, los principales jefes Qizilbash organizaron una reunión para discutir quién debería ser el sucesor. El clan Ustajlu y el clan Shaykhavand (que estaba relacionado con la familia Safávida) favorecieron a Haydar Mirza Safaví. Los georgianos también lo apoyaron, ya que su madre era georgiana.
Los clanes Rumlu, Afshar y Qajar favorecieron a Ismaíl, que todavía estaba encarcelado en el Castillo Qahqaheh. Pari Khan Khanum, la hija circasiana favorita de Tahmasp, también lo apoyo. Mientras Tahmasp todavía estaba enfermo, los clanes que apoyaban a Haydar Mirza enviaron un mensaje al castellano del Castillo de Qahqaheh, llamado Khalifa Ansar Qaradghlu, pidiéndole que matara a Ismaíl. Sin embargo, Pari Khan Khanum logró averiguarlo y aviso a Tahmasp sobre la trama. Tahmasp, que todavía tenía algunos sentimientos por Ismaíl debido al coraje que solía tener en las batallas con el Imperio Otomano, envió a un grupo de mosqueteros afshar al Castillo Qahqaheh para protegerlo. Dos meses después, Tahmasp se recuperó de la enfermedad mortal que tenía. Dos años después, el 14 de mayo de 1576, murió en Qazvín. Haydar Mirza fue el único hijo que estuvo a su lado con él cuando murió, y así, al día siguiente, se anunció como el nuevo rey. Normalmente, algunas tribus Qizilbash custodiaban el palacio real y se turnaban con otras, desafortunadamente para Haydar Mirza, ese día todos los guardias Qizilbash eran de las tribus Rumlu, Afshar, Qajar, Bayat o Dorsaq, todos partidarios leales de Ismaíl.
Cuando Haydar Mirza se enteró de la posición peligrosa en la que se encontraba, tomó a Pari Khan Khanum (que también estaba en el palacio) "bajo custodia como medida de precaución" (Parsadust). Pari Khan Khanum entonces "se arrojó a los pies de su hermano en presencia de la madre de Haydar Mirza", e intentó instarlo a que la dejara salir del palacio, afirmando que ella fue la primera en reconocer su gobierno haciendo una postración para él, ella prometió que intentaría persuadir a los partidarios de Ismaíl Mirza a que cambiaran de opinión, que incluía a su hermano Suleiman Mirza y su tío Shamkhal Sultan. Haydar Mirza aceptó su solicitud y le dio permiso para salir del palacio. Sin embargo, después de que ella dejó el palacio, rompió su juramento y le dio a Shamkhal las llaves de la puerta del palacio.
Cuando los partidarios de Haydar Mirza se enteraron de la amenaza en que se encontraba su rey, se apresuraron a su residencia real para salvarlo. Sin embargo, los guardias de palacio, a quienes no les gustaba Haydar Mirza (aunque había tratado de ganarlos a su lado haciendo varias promesas) cerraron las entradas al palacio. Al mismo tiempo, los partidarios de Ismaíl Mirza, entraron al palacio y se dirigieron a su parte interior. Sin embargo, los partidarios de Haydar Mirza lograron romper la puerta, pero no llegaron a tiempo; los partidarios de Ismaíl Mirza encontraron a Haydar Mirza, vestida de mujer en el harén real. Inmediatamente fue capturado y decapitado. Su sangrienta cabeza fue luego arrojada a sus partidarios, quienes detuvieron su resistencia, lo que significaba que Ismaíl Mirza podía ascender con seguridad al trono. Durante la lucha dinástica entre los dos hermanos, Pari Khan Khanum se convirtió en la gobernante de facto del estado; fue ella quien ordenó a todos los príncipes y miembros de alto rango del imperio que se reunieran en la mezquita principal de Qazvín el 23 de mayo de 1576, donde un famoso clérigo llamado Mir Makhdum Sharifí, leyó la khutbah en nombre de Ismaíl Mirza, confirmándolo como el nuevo shah de la dinastía Safávida.
Ismaíl Mirza, quien todavía estaba en el castillo de Qahqaheh, fue escoltado fuera del lugar con miles de guerreros Qizilbash y llegó al campo de Qazvín el 4 de junio de 1576. Durante los 31 días transcurridos desde la muerte de Tahmasp I, los cortesanos y líderes de Los clanes Qizilbash habían visitado el palacio de Pari Khan Khanum todos los días y, según Iskandar Beg Munshi, "le informaron sobre los asuntos urgentes del reino, ya fuesen fiscales o financieros o relacionados con la política del momento, y nadie tuvo ninguna inclinación o se atrevió a desobedecer su orden".
Después de entrar en Qazvín, Ismaíl Mirza no avanzó al palacio real directamente, ya que los astrólogos habían declarado que el tiempo era siniestro. Así permaneció durante 14 días en la casa de Husaynquli Khulafa, el líder del clan Rumlu, y el Khalifat al-Khulafa (administrador de asuntos Sufí). Aunque Ismaíl Mirza tenía el título de shah, la mayoría de los comandantes Qizilbash y estadistas de alto rango persistían en visitar el palacio de Pari Khan Khanum. Al mismo tiempo, Pari Khan Khanum había logrado organizar una corte extraordinaria para ella misma "en la que sus asistentes y damas de honor actuaban como si estuvieran sirviendo en una corte real" (Parsadust).

### Reinado
Ismaíl Mirza ascendió al trono bajo el nombre dinástico de Ismaíl II el 22 de agosto de 1576. Sus 20 años de prisión en el castillo de Qahqaheh lo afectaron mucho, por ello, no estaba dispuesto a permitir exhibición de autoridad por parte de ninguna otra persona a su propio costo. Anunció que estaba prohibido que los jefes, comandantes y altos funcionarios Qizilbash ingresaran en el palacio de Pari Khan Khanum. Disolvió los servicios de sus guardias y sus asistentes judiciales y se apoderó de un amplio espacio de propiedades que le pertenecían. Además, abrazó un comportamiento frío e inaccesible cuando les permitió una audiencia. Comenzó a ejecutar a los miembros de la facción que se había opuesto a él, y también se volvió contra algunos de sus otros seguidores además de Pari Khan Khanum. Mató o cegó a cinco de sus propios hermanos y otros cuatro príncipes safávidas, incluido Ibrahim Mirza, por lo que no podrían quitarle el trono.
Realizó campañas en el Cáucaso, de las cuales trajo a otros 30 000 georgianos y circasianos cautivos a Irán, continuando el programa de creación de una nueva capa en la sociedad persa, que ya fue iniciado por su padre Tahmasp I.
Descrito como un "sunita en simpatía",  implementó una política pro sunita y comenzó a revertir la imposición del chiismo en Irán (que en última instancia, trató de abolir) y nombró a ulemas de tendencia sunita. Una creencia es que el objetivo de sus medidas pro-sunitas era fortalecer su propia posición política interna y externa al apelar a las todavía fuertes simpatías suníes de la población persa y aplacar a los otomanos.
Habiendo luchado tanto para hacer de Ismaíl II el rey de la dinastía safávida, Pari Khan Khanum recibió ahora una falta de gratitud por parte de él. La forma en que Ismaíl II la trató, la hizo hostil hacia él y la hizo prepararse para vengarse. El 25 de noviembre de 1577, Ismaíl II murió abruptamente y sin ningún signo inicial de mala salud. Los doctores de la corte, que revisaron el cadáver, sospecharon que pudo haber muerto envenenado. El acuerdo general fue que Pari Khan Khanum había decidido envenenarlo con la ayuda de concubinas del harén interior en represalia por su mal comportamiento hacia ella.
Ismaíl fue poeta, pintor y calígrafo, quien apoyó las artes.